# Jean Chartier
Jean Chartier (fl. 1558-1574) è stato un pittore e disegnatore francese oltre che editore di stampe.

## Biografia
Chartier era noto per operare a Orléans. Il suo stile suggerisce che potrebbe aver conosciuto o essere stato coinvolto nella Scuola di Fontainebleau.